# Municipio de White Oak (condado de Onslow)
El municipio de White Oak (en inglés: White Oak Township) es un municipio ubicado en el  condado de Onslow en el estado estadounidense de Carolina del Norte. En el año 2010 tenía una población de 20.751 habitantes.

## Geografía
El municipio de White Oak se encuentra ubicado en las coordenadas 34°44′33.58″N 77°19′47.85″O / 34.7426611, -77.3299583.